# Stazione di Rione Trieste
La stazione di Rione Trieste è una stazione della ferrovia Circumvesuviana, sita nel comune di Somma Vesuviana.
Si trova sulla ferrovia Napoli-Ottaviano-Sarno.

## Caratteristiche
La stazione è composta da un solo binario ed è stata costruita su due livelli: al piano inferiore si trova la biglietteria e una piccola sala d'attesa, mentre al piano superiore si trova il casellante.
Vicino a questa stazione è presente il capolinea di alcuni autobus urbani.

## Movimento
La stazione di Rione Trieste gode di una buona affluenza nelle ore di punta, ed è costituita soprattutto da pendolari e da abitanti del posto che si spostano per raggiungere i comuni limitrofi o il centro di Somma Vesuviana.

## Servizi
La stazione dispone di:
- Biglietteria
- Servizi igienici
- Fermata autolinee